# Великогагин, Василий Андреевич Гага
Князь Василий Андреевич Великогагин по прозванию Гага — воевода во времена правления Ивана IV Васильевича Грозного.
Из княжеского рода Великогагины. Дал фамилию роду состоящую их двух прозваний: родоначальника Петра Васильевича по прозванию —  "Великий" и самого Василия Андреевича по прозванию — "Гага", что в общем происхождении "Велико-Гагин". Имел также прозвание по рождению — "Меньшой". Младший сын окольничего Андрея Петровича Великогагина. Имел братьев, князей: Александра по прозванию "Немой" убежавшего в Литву и Василия по прозванию "Шамахея" и по рождению "Большой".

## Биография
В 1540-х годах пытался местничать с окольничим Иваном Ивановичем Умным-Колычевым, но было указано, что служба "без мест". В 1546 году годовал первым воеводою в Василь-городе. В 1547-1549 годах второй воевода Передового полка в Коломне, а потом с этим же полком в Калуге. В 1550 году воевода Сторожевого полка в Коломне. В 1555 году годовал первым воеводой в Свияжске. В 1556 году упомянут вторым воеводою для вылазок в Свияжске.

## Семья
От брака с неизвестной имел детей:
- Князь Великогагин Иван Васильевич Большой — первый воевода в Мценске (1569-1570), годовал третьим воеводой в Казани (1571), бездетный.
- Князь Великогагин Иван Васильевич Меньшой (ум. 1598) — воевода и окольничий.

## Критика
П.Н. Петров в Истории родов русского дворянства перепутал прозвания: Василия Андреевича "Гага" (о ком статья) написал, с прозванием — "Большой" (тем самым перепутав старшинство по рождению), а князя Василия Андреевича по прозванию "Шамахея" написал с прозвищами — "Меньшой" и "Шаман".